# Дорожкино (Новгородська область)
Дорожкино (рос. Дорожкино) — присілок в Старорусському районі Новгородської області Російської Федерації.
Населення становить 11 осіб. Входить до складу муніципального утворення Великосельське сільське поселення.

## Історія
Від 2004 року входить до складу муніципального утворення Великосельське сільське поселення.

## Населення
| 2010 | 2011 | 2012 | 2013 |
| ---- | ---- | ---- | ---- |
| 14   | ↘12  | →12  | ↘11  |